# Hexen: Beyond Heretic
Hexen: Beyond Heretic ist ein Ego-Shooter von Raven Software und die Fortsetzung zu Heretic. Es wurden von id Software vertrieben und am 30. Oktober 1995 über GT Interactive veröffentlicht. 1997 erschien ein Nachfolger unter dem Titel Hexen 2.
Am 7. August 2025 hat Nightdive Studios ein Remaster von Heretic und Hexen im Bundle für PC und Konsolen veröffentlicht. Dieses umfasst alle Inhalte, den originalen und neu arrangierten Soundtrack sowie zwei neue Episoden; des Weiteren ist nun Multiplayer (Cross-Plattform) möglich.

## Handlung
Hexen spielt in derselben mittelalterlichen Fantasy-Welt wie Heretic. Das Land wurde von drei mächtigen schwarzmagischen Wesen unterjocht, den sogenannten Schlangenreitern. D´Sparil, der Endgegner von Heretic, war der erste Schlangenreiter. In Hexen geht es nun darum, seinen Bruder Korax aufzuspüren und zu besiegen. Das Thema wird im Nachfolger Hexen 2 fortgesetzt, in dem Eidolon, der dritte und letzte Schlangenreiter bekämpft wird.

## Spielinhalt
Ähnlich wie in einigen Rollenspielen stehen dem Spieler zu Beginn drei verschiedene Figurenklassen zur Auswahl, die sich durch ihre Ausrüstung (jeweils vier verschiedene Waffen), die Laufgeschwindigkeit und ihre Rüstung sowie Lebenskraft unterscheiden:
- Krieger (Fighter)
- Kleriker (Cleric)
- Magier (Mage)

Eine einflussreiche Neuerung war die nichtlineare Levelabfolge: Die Spielabschnitte einer Episode sind über Portale mit einem Zentral-Level (hub level) verbunden, der als Knotenpunkt oder Drehscheibe zwischen den einzelnen Abschnitten dient. Viele der zu lösenden Rätsel des Spieles erfordern es, mit Hilfe dieses Systems zwischen den verschiedenen Abschnitten einer Episode hin- und herzuwechseln, was dem Spieler ein hohes räumliches Orientierungsvermögen abverlangt.
Hexen: Beyond Heretic basiert auf der für Heretic bereits verwendeten und weiterentwickelten Doom-Engine.
Die Engine von Hexen und Heretic wurde zunächst unter einer Lizenz für nicht-kommerzielle Nutzung freigegeben und im September 2008 schließlich unter die freie Lizenz GPL gestellt.

## Deathkings of the Dark Citadel
Unter dem Titel Hexen: Deathkings of the Dark Citadel erschien 1996 das ebenfalls von Raven Software entwickelte Add-on, welches einen deutlich höheren Schwierigkeitsgrad als das Hauptspiel aufweist.
Es umfasst 3 neue Hubs mit insgesamt 20 neuen Einzelspieler- und einigen Mehrspielerlevels.

## Portierungen
- Sega Saturn (1996)
- PlayStation (März 1997)
- Windows (1997 – als „Hexen 95“)
- Nintendo 64 (31. Mai 1997)
- Apple Macintosh (erster Titel von Raven Software für diese Plattform)
- Inoffizielle Portierung: Nintendo Wii (14. August 2010 – als „HHexen v1.0“ vom spanischen Programmierer Hermes als Homebrew, das nur in Verbindung mit den Daten der Originalversion läuft)
- 2025 Remaster von Hexen und Heretic im Bundle von Nightdive Studios für PC, PlayStation (PS 4 und PS5), Xbox (Xbox One und Xbox Series X/S) und Nintendo Switch.

## Rezeption
Hexen sei relativ umfangreich. Es besäße sauber scrollende Texturen und auch Außenlevel, jedoch sei keinerlei optische Innovation vorhanden. Die Steuerung sei solide, der Sound morbide und der Mehrspieler eine Stärke des Spieles. Für Einzelspieler sei das Spiel weniger interessant. Die erweiterten Skript-Möglichkeiten beleben die Dungeons. Die Schwierigkeitsgrad in den höheren Levels sei viel zu hoch. Die drei verschiedenen Spielfiguren mit unterschiedlichen Waffen und Vorzüge können nicht als Rollenspiel-Element bezeichnet werden. Es gäbe keine Entwicklung des Charakteres. Im Vergleich zum Vorgänger bleibe die Spielmechanik gleich, lediglich optische Verbesserungen fallen ins Auge.
Hexen besäße ein rustikales RPG-Flair und fasziniere auch als Abenteuerspiel. Die Monstervielfalt sei höher als bei manchem Rollenspiel. Auf dem Sega Saturn spiele es sich flüssiger als auf der PlayStation. Freies Speichern sei nicht möglich, dafür müssten sehr lange Passwörter eingegeben werden. Die Nintendo 64 Fassung bleibe qualitativ hinter Doom 64 zurück. Die detailarmen zweidimensionalen Gegner sorgen auch nicht für ein schnelleres Spielgefühl. Die Waffen seien unspektakulär animiert.